# Łysaków pod Lasem
Łysaków pod Lasem – wieś sołecka w Polsce położona w województwie świętokrzyskim, w powiecie jędrzejowskim, w gminie Jędrzejów.
W latach 1975–1998 miejscowość administracyjnie należała do województwa kieleckiego.

## Części wsi
| SIMC    | Nazwa | Rodzaj     |
| ------- | ----- | ---------- |
| 0240460 | Pólko | przysiółek |

## Historia
Łysaków w roku 1153 wymieniony jako „Lyszakowo”. W dokumentach z r. 1153 i 1256 występuje wśród spisu włości klasztoru w Brzeźnicy (Kodeks małopolski, t.I, s. 51 i t.II, s.11).

W roku 1308 Władysław I Łokietek, nadaje pewne role w Łysakowie klasztorowi jędrzejowskiemu (Kodeks małopolski t.I s.168).
Spis z roku 1921 wymienia wsie Łysaków z 155 domami i 1015 mieszkańcami, oraz Łysaków folwark w którym było 6 domów 81 mieszkańców